# Türi-Alliku
Türi-Alliku är en ort i Estland. Den ligger i Türi kommun och landskapet Järvamaa, i den centrala delen av landet, 80 km sydost om huvudstaden Tallinn. Türi-Alliku ligger 63 meter över havet och antalet invånare är 507.
Terrängen runt Türi-Alliku är mycket platt. Runt Türi-Alliku är det glesbefolkat, med 10 invånare per kvadratkilometer. Närmaste större samhälle är Türi, 1,5 km sydväst om Türi-Alliku. Omgivningarna runt Türi-Alliku är en mosaik av jordbruksmark och naturlig växtlighet.